# Československá hokejová reprezentace v sezóně 1935/1936
Československá hokejová reprezentace v sezóně 1935/1936 sehrála celkem 15 zápasů.

## Přehled mezistátních zápasů
| Pořadí | Datum              | Soupeř         | Výsledek            | Soutěž                    | Místo utkání           |
| ------ | ------------------ | -------------- | ------------------- | ------------------------- | ---------------------- |
| 98.    | 20. listopadu 1935 | Německo        | 2:2 (1:1, 1:0, 0:1) | přátelsky                 | Praha                  |
| 99.    | 16. ledna 1936     | Japonsko       | 7:0 (2:0, 1:0, 4:0) | přátelsky                 | Praha                  |
| 100.   | 7. února 1936      | Belgie         | 5:0 (0:0, 4:0, 1:0) | Zimní olympijské hry 1936 | Garmisch-Partenkirchen |
| 101.   | 8. února 1936      | Maďarsko       | 3:0 (1:0, 1:0, 1:0) | Zimní olympijské hry 1936 | Garmisch-Partenkirchen |
| 102.   | 9. února 1936      | Francie        | 2:0 (0:0, 1:0, 1:0) | Zimní olympijské hry 1936 | Garmisch-Partenkirchen |
| 103.   | 11. února 1936     | USA            | 0:2 (0:0, 0:2, 0:0) | Zimní olympijské hry 1936 | Garmisch-Partenkirchen |
| 104.   | 12. února 1936     | Švédsko        | 4:1 (0:1, 2:0, 2:0) | Zimní olympijské hry 1936 | Garmisch-Partenkirchen |
| 105.   | 13. února 1936     | Rakousko       | 2:1 (0:0, 2:1, 0:0) | Zimní olympijské hry 1936 | Garmisch-Partenkirchen |
| 106.   | 14. února 1936     | Velká Británie | 0:5 (0:2, 0:3, 0:0) | Zimní olympijské hry 1936 | Garmisch-Partenkirchen |
| 107.   | 15. února 1936     | Kanada         | 0:7 (0:3, 0:3, 0:1) | Zimní olympijské hry 1936 | Garmisch-Partenkirchen |

## Bilance sezóny 1935/36
| Soupeř         | Zápasy | Výhry | Remízy | Prohry | Skóre |
| -------------- | ------ | ----- | ------ | ------ | ----- |
| Belgie         | 1      | 1     | 0      | 0      | 5:0   |
| Francie        | 1      | 1     | 0      | 0      | 2:0   |
| Japonsko       | 1      | 0     | 0      | 1      | 7:0   |
| Kanada         | 1      | 0     | 0      | 1      | 0:7   |
| Maďarsko       | 1      | 0     | 1      | 0      | 0:0   |
| Německo        | 1      | 0     | 0      | 1      | 1:2   |
| Rakousko       | 1      | 1     | 0      | 0      | 1:0   |
| Švédsko        | 1      | 1     | 0      | 0      | 1:0   |
| USA            | 3      | 0     | 2      | 1      | 3:6   |
| Velká Británie | 3      | 0     | 2      | 1      | 3:6   |
| Celkem         | 15     | 4     | 5      | 6      | 24:30 |

## Další zápasy reprezentace
| Datum             | Soupeř         | Výsledek             | Soutěž    | Místo utkání |
| 6. listopadu 1935 | Stade Francais | 2:4 (1:2, 1:1, 0:1)  | přátelsky | Praha        |
| 19. ledna 1936    | DFK Komotau    | 15:6 (5:2, 5:1, 5:3) | přátelsky | Chomutov     |
| 29. ledna 1936    | Praha          | 5:5 (2:2, 0:2, 3:1)  | přátelsky | Praha        |
| 30. ledna 1936    | Praha          | 7:7 (0:2, 6:2, 1:3)  | přátelsky | Praha        |
| 24. února 1936    | Kanada         | 1:9 (1:4, 0:4, 0:1)  | přátelsky | Praha        |

## Přátelské mezistátní zápasy
Československo –  Německo 2:4 (1:2, 1:1, 0:1)
20. listopadu 1935 – Praha

Branky Československa: 1:1 6. Ladislav Troják, 2:1 16. Ladislav Troják.

Branky Německa: 0:1 6. Alois Kuhn, 35. Anton Wiedemann.

Rozhodčí: Jan Krásl, Jiří Reisenzahn (TCH)
ČSR: Jan Peka – Karel Hromádka, Jaroslav Pušbauer – Jiří Tožička, Josef Maleček, Oldřich Kučera – Ladislav Troják, Zdeněk Jirotka, Jaroslav Císař.
Německo: Wilhelm Egginger – Joachim Albrecht von Bethmann-Hollweg, Gustav Jaenecke – Roman Kessler, Alois Kuhn, Anton Wiedemann – Philipp Schenk, Georg Strobl, Hans Lang.
 Československo –  Japonsko 7:0 (2:0, 1:0, 4:0)
16. ledna 1936 – Praha

Branky Československa: 8. Josef Maleček, 15. Drahoš Jirotka, 28. Drahoš Jirotka, 31. Ladislav Troják, 33. Josef Maleček, 37. Drahoš Jirotka, 41. Ladislav Troják.

Rozhodčí: Zdeněk Rektořík (TCH), Jiří Reisenzahn (TCH)
ČSR: Josef Boháč – Wolfgang Dorasil, Jan Košek – Jiří Tožička, Josef Maleček, Oldřich Kučera – Alois Cetkovský, Zdeněk Jirotka, Drahoš Jirotka - Ladislav Troják.
Japonsko: Teidži Honma (Mitsuyoshi Hiramoto) – Masahiro Hayama, Nobuo Sudo (Tatsuo Ishikawa) – Susumu Hirano, Toshihiko Shoji, Shinkichi Kamei – Kozue Kinoshita, Kenichi Furuya, Masatutsu Kitazawa.

## Další zápasy reprezentace
Československo –   Stade Francais 2:4 (1:2, 1:1, 0:1)
6. listopadu 1935 – Praha

Branky Československa: 14. Oldřich Kučera, 25. Cetkovský.

Branky Stade Francais: 5. Laframbouis, 7. Mignault, 24. Besson, 38. Laframbois.

Rozhodčí: Vilém Fröhlich (TCH), Josef Herman (TCH)
ČSR: Antonín Houba - Karel Hromádka, Jaroslav Pušbauer – Jiří Tožička, Josef Maleček, Oldřich Kučera – Ladislav Troják, Alois Cetkovský, Jaroslav Císař.
Stade Francais: Lascelle - Dollard Belhumeur, Pete Bessone - Mignault, Larry Laframboise, François Cadorette - Miguel de Meziéres, Lhuis.
 Československo –  DFK Komotau (Chomutov) 15:6 (5:2, 5:1, 5:3)
19. ledna 1936 – Chomutov

Branky Československa: 4x Josef Maleček, 3x Karel Hromádka, 3x Vladimír Brant, 2x Oldřich Kučera, 2x Ladislav Troják, Jan Košek.

Branky DFK Komotau: 5x Godin, Mentzel.
ČSR: František Krčma - Karel Hromádka, Jan Košek - Jiří Tožička, Josef Maleček, Oldřich Kučera – Ladislav Troják, Walter Ulrich, Vladimír Brant.
 Československo –   Praha  5:5 (2:2, 0:2, 3:1)
29. ledna 1936 – Praha

Branky Československa: 1. Josef Maleček, 7. Zdeněk Jirotka, 42. Ladislav Troják, 5:4 43. Ladislav Troják, 45. Ladislav Troják.

Branky Prahy: 6. Mike Buckna, 10. Mike Buckna, 3:2 25. Thomas McIntyre, 4:2 25. Godin, 5:3 43. Thomas McIntyre,

Rozhodčí: Jiří Reisenzahn (TCH), Dušek (TCH)
ČSR: Jan Peka – Karel Hromádka, Jaroslav Pušbauer – Jiří Tožička, Josef Maleček, Oldřich Kučera – Ladislav Troják, Zdeněk Jirotka, Drahoš Jirotka.
Praha: Josef Boháč - Mike Buckna, Jan Košek - Vincent Godin, Edgar Mentzel, Thomas McIntyre - Alois Cetkovský (31. František Pergl), Walter Ulrich, Vladimír Brant.
 Československo –  Praha 7:7 (0:2, 6:2, 1:3)
30. ledna 1936 – Praha

Branky Československa: 1:2 16. Jiří Tožička, 20. Drahoš Jirotka, 22. Zdeněk Jirotka, 26. Karel Hromádka, 27. Josef Maleček, 28. Ladislav Troják, 7:7 41. Jiří Tožička.

Branky Prahy: 1. Thomas McIntyre, 11. Edgar Mentzel, 1:3 16. Thomas McIntyre, 19. Edgar Mentzel, 34. Mike Buckna, 40. Edgar Mentzel, 6:7 41. Edgar Mentzel.

Rozhodčí: Josef Ženíšek (TCH), Jaroslav Kladrubský (TCH)
ČSR: Jan Peka – Karel Hromádka, Jaroslav Pušbauer – Jiří Tožička, Josef Maleček, Oldřich Kučera – Ladislav Troják, Zdeněk Jirotka, Drahoš Jirotka.
Praha: Josef Boháč - Mike Buckna (16.- 30. Harry Bate), Gustav Schmaus - Vincent Godin, Edgar Mentzel, Thomas McIntyre - Alois Cetkovský, Walter Ulrich, Vladimír Brant.
 Československo –  Kanada 1:9 (1:4, 0:4, 0:1)
24. února 1936 – Praha

Branky Československa: 3. Josef Maleček.

Branky Kanady: 4. Herman Murray, 5. Kenneth Farmer, 11. Alexander Sinclair, 12. David Neville, 22. Saxberg, 27. Maxwell Deacon, 28. David Neville, 29. Herman Murray, 38. Alexander Sinclair.

Rozhodčí: Vilém Fröhlich (TCH), Jiří Reisenzahn (TCH)
ČSR: Josef Boháč – Harry Bate, Jaroslav Pušbauer – František Pergl, Josef Maleček, Oldřich Kučera – Ladislav Troják, Walter Ulrich, Jaroslav Císař.
Kanada: Francis Moore – Herman Murray, David Neville (Ralph Saint Germain) – Saxberg, Kenneth Farmer, Maxwell Deacon – Friday, Alexander Sinclair, William Thomson.